# マリアナ諸島

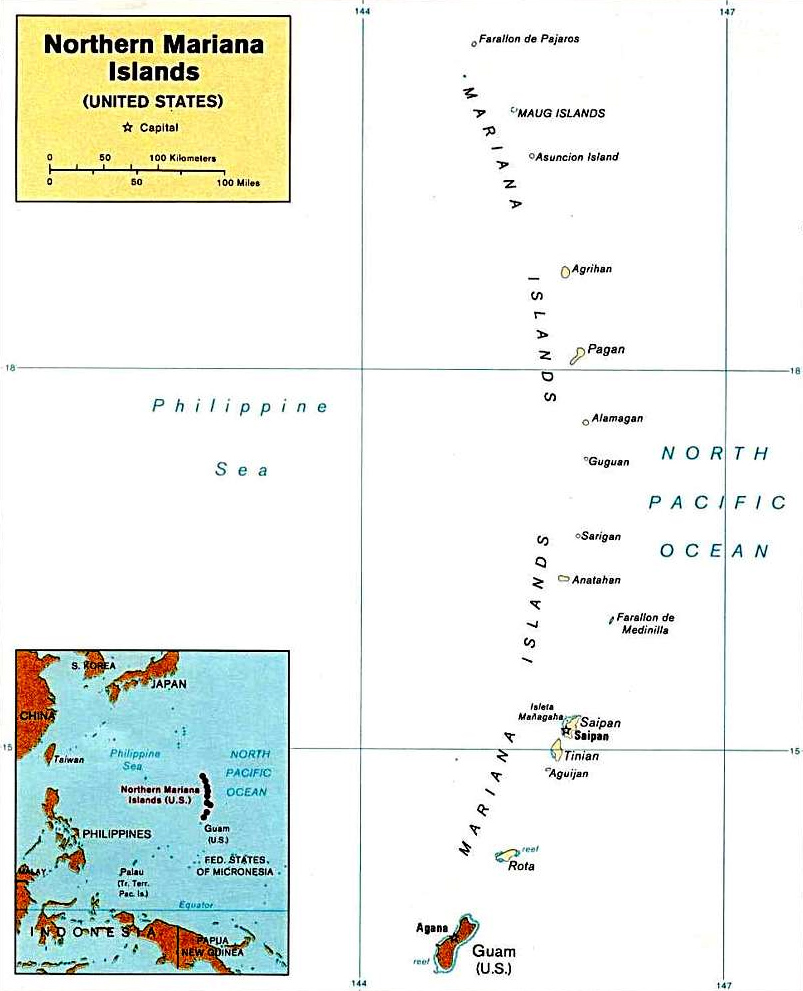
マリアナ諸島の島々（地図タイトルは北マリアナ諸島だが諸島全体が描かれている）

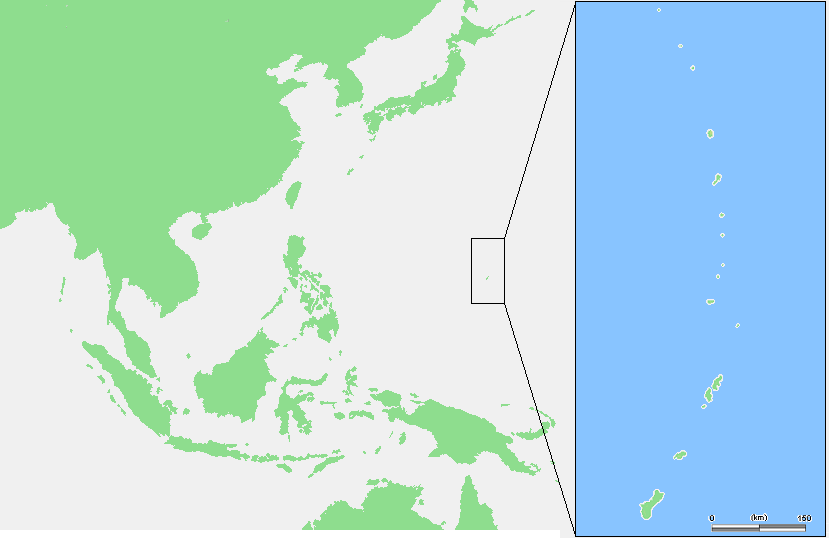
マリアナ諸島の位置

マリアナ諸島（マリアナしょとう、Islas Marianas, Mariana Islands）は、ミクロネシア北西部の列島。伊豆・小笠原・マリアナ島弧の一部を成す。東の北西太平洋と西のフィリピン海の境界に位置し、北には小笠原諸島、南にはカロリン諸島、東にはマリアナ海溝がある。南北約800キロメートルに連なる約15の島から構成され、北緯13度から21度、東経144度から146度の間に弧状に広がっている。
南端のグアム島を除く島々を北マリアナ諸島、サイパン島より北の島々を北部諸島（Northern Mariana Islands）と呼ぶ。
全域がアメリカ合衆国領であるが、グアム島と北マリアナ諸島は別の行政区画である。両者とも「（広義の）準州 (territory) 」とされる自治的未編入地域であるが、単なる「（狭義の）準州」にとどまるグアムと異なり、北マリアナ諸島は米国自治連邦区（コモンウェルス）の地位を与えられている。

## 地名の由来
この島を訪れたカトリック司祭でイエズス会宣教師ディエゴ・ルイス・デ・サンビトレス（Diego Luis de Sanvitores）が、1668年、スペイン王フェリペ4世の王妃マリアナ（Mariana de Austria, 神聖ローマ皇帝フェルディナント3世の娘）にちなんで、「マリアナの島」（Islas de las Marianas）と名づけたことによる。それまでは「盗賊諸島」（islas de los Ladrones）と呼ばれていた。

## 地勢
総面積は1026平方キロメートル。最高峰はアグリハン島の965メートルで、これはミクロネシアの最高峰でもある。
諸島は裾礁であり、全ての島が火山起源であるが、南部のグアム島からファラリョン・デ・メディニラ島までは古い火山で、長い間活動しておらず周辺の珊瑚礁が良く発達している。北部諸島の9つの島は地質学的に新しく、452もの火山が現在も活動している。

## 気候
島や地形によって一律の気候ではないが、海洋性熱帯気候。雨季は7月～10月、乾季は11月～5月で風が吹く。年間降水量の60％が雨季に降る。年間平均気温は28度、平均湿度79～86％。
台風災害が甚大で、2002年のグアム島を襲った巨大台風ボンソナでは、ライフラインや家屋に大きな被害をもたらし、グアム博物館も被災した。2004年にマーシャル諸島で発生した巨大台風チャバ（台風16号）は、マリアナ諸島を通過し、日本列島を縦断し、甚大な被害をもたらした。

## 歴史
もともとの住民は、チャモロ人である。1521年にフェルディナンド・マゼランがこの島々を「発見」。マゼラン隊はこの島に立ち寄った直後にチャモロ人といざこざを起こし、報復行為と称して彼らを虐殺している。「盗賊諸島」の由来は、この際に原地人が船具・備品を盗んだとされたことによる。
1667年に、スペインはこの島々を彼らの植民地、スペイン領「マリアナ島」とした。以後、入植人口が10万人に増えた一方、チャモロ人はスペイン人が持ち込んだ疫病で数を減らされていった。
米西戦争によって最南端のグアム島が1898年にアメリカ合衆国に割譲される。これ以降、現在に至るまでグアムは他の島と政治的に異なる立場となる。残る島嶼も2500万ペセタでドイツ帝国へ売却され（正式な領土化は翌年）、ドイツ領ニューギニアの一部となった。
1914年、第一次世界大戦が勃発し、連合国側についた日本軍はドイツ領マリアナ諸島に侵攻し、実効支配下に置いた。戦後発足した国際連盟によって、マリアナ諸島は日本の委任統治領と認められ、サイパン島を中心に日本人による殖産興業が進められた。
その結果、サイパン島、グアム島、テニアン島は太平洋戦争中、戦略上の要衝として、多くの民間人を巻き込んだ地上戦の舞台となった（マリアナ・パラオ諸島の戦いを参照）。またアメリカによる占領後のサイパン島、グアム島、テニアン島は日本本土に対する戦略爆撃の基地として利用された。
戦後、グアム島は戦前の地位を回復し、1950年には自治権を得た。北マリアナ諸島は1947年、国連の太平洋諸島信託統治領（すでにアメリカ領となっていたグアムは含まない）の一部としてアメリカの統治を受け、1986年、アメリカに併合された。
2000年代、チャモロ人はアメリカ本土やグアムにも散らばり、約1万9千人がマリアナ諸島全体で暮らしている。
2010年8月22日18時（日本時間）、マグニチュード6の地震が発生した。

## 人口
マゼランがマリアナ諸島に到来後の1668年には約10万人のチャモロ人が居住していたと推定されている。
1710年のスペインの調査によれば居住人口3000人強まで激減した。1800年までには、居住人口は4000人まで戻ったが、チャモロ人は2108人まで減少して、残りはフィリピン人やその子孫、スペイン人などである。
1830年までには人口も増加し、チャモロ人も2652人に増えた。1886年ではマリアナ地域（グアム、ロタ、テニアン、サイパン）居住者9770人で、チャモロ人は8361人で、混血が進んだ。。
2000年の人口調査では22万426人。うちグアム島が15万4805人、北マリアナ諸島が6万9,221人。北マリアナ諸島のうちロタ島が3283人、テニアン島が3540人、サイパン島が6万2392人、北部諸島が6人。
2010年の調査では、マリアナ諸島に22万9182人、そのうちグアム島が18万865人、北マリアナ諸島が4万人で、グアム島に圧倒的に集中している。北マリアナ諸島ではロタ島に約5％、テニアン島に約5％、サイパン島に90％が生活している。
2000年調査の人口分布では、14歳以下の子供が27.8％、15～64歳が65.2％、65歳以上が7％となっている。

## 各島
北から順番に以下の通りとなる。
| 日本語                                     | チャモロ語                   | 英語                          | 人口 人 | 面積 km2 | 最高標高 m | 北緯 N | 東経 E  | 行政区画   | 所属地域       |
| ------------------------------------------ | ---------------------------- | ----------------------------- | ------- | -------- | ---------- | ------ | ------- | ---------- | -------------- |
| ファラリョン・デ・パハロス島（ウラカス島） | Farallon de Pajaros (Uracas) | Farallon de Pajaros (Urracas) | 0       | 2.55     | 319        | 20°33' | 144°54' | 北部諸島市 | 北マリアナ諸島 |
| マウグ島                                   | Måug                         | Maug Islands                  | 0       | 2.13     | 227        | 20°02' | 145°19' | 北部諸島市 | 北マリアナ諸島 |
| アスンシオン島                             | Asuncion                     | Asuncion                      | 0       | 7.31     | 891        | 19°43' | 145°41' | 北部諸島市 | 北マリアナ諸島 |
| アグリハン島                               | Agrigan                      | Agrihan                       | 0       | 43.51    | 965        | 18°46' | 145°40' | 北部諸島市 | 北マリアナ諸島 |
| パガン島                                   | Pågan                        | Pagan                         | 0       | 47.24    | 579        | 18°08' | 145°47' | 北部諸島市 | 北マリアナ諸島 |
| アラマガン島                               | Alamågan                     | Alamagan                      | 0       | 11.11    | 744        | 17°35' | 145°50' | 北部諸島市 | 北マリアナ諸島 |
| ググアン島                                 | Guguan                       | Guguan                        | 0       | 3.87     | 301        | 17°20' | 145°51' | 北部諸島市 | 北マリアナ諸島 |
| ジーランディア礁                           | Papaungan                    | Zealandia Bank                | 0       | 0        | 0          | 16°45' | 145°42' | 北部諸島市 | 北マリアナ諸島 |
| サリガン島                                 | Sarigan                      | Sarigan                       | 0       | 4.97     | 549        | 16°43' | 145°47' | 北部諸島市 | 北マリアナ諸島 |
| アナタハン島                               | Anatåhån                     | Anatahan                      | 0       | 31.21    | 787        | 16°22' | 145°40' | 北部諸島市 | 北マリアナ諸島 |
| ファラリョン・デ・メディニラ島             | Farallon de Medinilla        | Farallon de Medinilla         | 0       | 0.85     | 81         | 16°01' | 146°04' | 北部諸島市 | 北マリアナ諸島 |
| サイパン島                                 | Sa'ipan                      | Saipan                        | 48,220  | 115.38   | 474        | 15°11' | 145°44' | サイパン市 | 北マリアナ諸島 |
| サイパン海峡                               |                              |                               |         |          |            |        |         |            | 北マリアナ諸島 |
| テニアン島                                 | Tini'an                      | Tinian                        | 3,136   | 101.01   | 170        | 14°57' | 145°38' | テニアン市 | 北マリアナ諸島 |
| テニアン海峡                               |                              |                               |         |          |            |        |         | テニアン市 | 北マリアナ諸島 |
| アギガン島                                 | Aguiguan                     | Aguigan / Aguihan / Aguijan   | 0       | 7.10     | 157        | 14°42' | 145°18' | テニアン市 | 北マリアナ諸島 |
| ロタ島                                     | Luta                         | Rota                          | 2,527   | 85.39    | 491        | 14°08' | 145°11' | ロタ市     | 北マリアナ諸島 |
| グアム島                                   | Guåhån                       | Guam                          | 162,742 | 549      | 406        | 13°27' | 144°47' | グアム     | グアム         |